# 小行星3940
小行星3940（英語：3940 Larion）是一颗围绕太阳公转的小行星。1973年3月27日，柳德米拉·瓦斯列娜·朱然勒娃在克里米亚发现了此天体。
这颗小行星的绝对星等为304.608088454477等。